# 黎鴻昇

牧徽

黎鴻昇主教，SLM，OMB（Bishop José Lai Hung-seng，SLM，OMB，1946年2月14日—），天主教澳門教區榮休主教。生於澳門氹仔，他在1972年晉鐸，並於2001年獲任命為澳門助理主教，2003年時真除為天主教澳門教區第23任主教、澳門教區第二位華人主教，第一位澳門土生土長主教。祖籍廣東南海。2016年因病辭去正權主教職務，由香港教區李斌生輔理主教接任牧職。

## 簡歷
1950年領受聖洗聖事，奉聖若瑟為主保，1953年7月19日在氹仔嘉模聖母堂從羅若望主教手中領受堅振聖事。黎主教是家中第二人領洗信奉天主教，其姊是第一人，其兄、姐和父母都相繼在五十年代領洗入教。
1958年聖善學校小學畢業，同年進入澳門聖若瑟修院，於1964年完成中學課程，即進入聖若瑟大修院攻讀哲學。1967年完成哲學課程，獲哲學副學士學位，之後被派往葡國利里亞教區大修院攻讀神學。1971年完成神學課程，獲歐盟各國承認的人文科學正學士學位。
1972年晉鐸，在花地瑪聖母堂工作。1975年奉調往新加坡出任聖若瑟堂副主任司鐸，協助該堂的英語牧靈工作。1978年返澳任聖若瑟修院院長，其間曾擔任澳門天主教培聖會神師及教區司鐸諮議會成員。
1987年獲委任為主教座堂詠禱司鐸。兩年後被林家駿主教委任為主教座堂本堂神父，全權代理由澳門教區主教管理的主教座堂堂區事務。2002年2月獲委任為主教座堂主任司鐸。
2001年3月20日獲教宗若望保祿二世委任為助理主教，同年6月2日領受祝聖主教聖職禮。2003年6月30日按教會法典規定「自動」於當日下午七時陞任澳門教區正權主教。2006年獲澳門政府授予仁愛功績勳章。2015年獲授銀蓮花榮譽勳章。

## 政治言論
黎主教先後在1985年、2005年及2009年訪問北京。
2003年澳門特區政府提出要為基本法第二十三條立法，黎主教表示「立法保障國家安全，理所當然。只要當局加強諮詢，廣大居民應可冷靜分析問題」。。至於澳門民主發展，他認為政府必須推行全民教育，提高市民對民主和行使投票權利的意識，才能實施普選產生行政長官。
面對澳門社會對貪污問題的強烈不滿，他在2009年11月向天亞社表示，他準備接觸信奉天主教的高層官員，表達教會的關注。又他會指示堂區、教理班及教會學校，加強對天主教社會訓導的講授。
2010年9月，他承認曾向旗下《號角報》指示，不要再報導政治新聞，但否認是因為行政法務司司長陳麗敏的緣故——該報在8月13日大篇幅報導後者涉及批出舊西洋墳場永久墓地一事。對於他出任主席的天主教大學高等教育基金創辦的聖若瑟大學在2014年6月宣布不再與政治學課程講師蘇鼎德續約一事，他表示「不予置評」，認為事件「純屬大學內部事務」。